# Quận Trung Tây, Đài Nam

Vị trí tại Đài Nam

Quận Trung Tây (tiếng Trung: 中西區; bính âm: Zhōngxī Qū; Wade–Giles: Chung-hsi Chü; Bạch thoại tự: Tiong-se-khu, Hán Việt: Trung Tây khu) là một khu (quận) của thành phố Đài Nam, Trung Hoa Dân Quốc (Đài Loan). Đây là quận trung tâm của thành phố và được sáp nhập từ hai quận Tây và Trung từ ngày 1 tháng 4 năm 2004. Khu vực quận từng là thủ phủ của Đài Loan trong gần 200 năm.
Quận Trung Tây có diện tích 6,4486 km², dân số vào tháng 8 năm 2011 đạt 78.837 người thuộc 30.240 hộ gia đình, mật độ cư trú là 12225,4 người/km².